# Rawilpass
Rawilpass är ett bergspass i Schweiz.   Det ligger i distriktet Obersimmental-Saanen och kantonen Bern, i den sydvästra delen av landet, 60 km söder om huvudstaden Bern. Rawilpass ligger 2 616 meter över havet.
Terrängen runt Rawilpass är huvudsakligen bergig, men åt nordväst är den kuperad. Rawilpass ligger uppe på en höjd. Närmaste större samhälle är Sion, 18,3 km söder om Rawilpass. 
Trakten runt Rawilpass består i huvudsak av gräsmarker. Runt Rawilpass är det ganska glesbefolkat, med 36 invånare per kvadratkilometer.